# Шубра-эль-Хейма
Шу́бра-эль-Хе́йма (араб. شبرا الخيمة‎) — четвёртый по населению город в Египте, расположен в губернаторстве Кальюбия. Находится на севере Большого Каира, являясь частью его агломерации. С 1940-х город населяли рабочие, трудившиеся на близлежащих фабриках, и их семьи. Сейчас он представляет собой сильно разросшиеся северные окраины Каира, куда стекаются переселенцы из сельской местности. Общее население может достигать более 3,5 миллиона человек. Его кварталы, где проживают бедняки, известны неблагополучной криминальной обстановкой; полиция регулярно проводит здесь ночные рейды, спецоперации, направленные против организованной преступности, криминальных группировок, занимающихся нелегальным трафиком наркотиков, оружия и боеприпасов.
Главная достопримечательность города — Фонтанная вилла, пристроенная к дворцу Мухаммеда Али Египетского в 1821 году. С Каиром Шубру-эль-Хайму соединяет линия метро.

## Промышленность
Город Шубра-эль-Хайма — один из крупнейших и старейших промышленных городов в Египте; до создания городов Эль-Ашир-мин-Рамадан, Садат и Города шестого октября, город Шубра-эль-Хайма был главным промышленным центром Египта. Здесь расположены многие заводы текстильной отрасли.
Крупнейший завод «Аско» специализируется на прядении, хлопкоочистительных производствах и ткачестве шерстяной пряжи; до продажи предприятия фирме «Кристал Асфур» был одним из крупнейших заводов в Египте после завода в Махалле-эль-Кубре. Сегодня фирма «Кристал Асфур» является крупнейшей в Египте по производству хрусталя, число её сотрудников приближается к 40 000.
Кроме того, в городе есть несколько крупных производств готовой одежды.
- Сады дворца Мухаммеда Али в Шубре
- Церковь Богородицы
- Дворец Мухаммеда Али